# Curva a fagiolo

La curva del fagiolo

La curva del fagiolo è una curva quartica data dall'equazione:
{\displaystyle x^{4}+x^{2}y^{2}+y^{4}=x(x^{2}+y^{2}).}
È una curva limitata sull'asse {\displaystyle y} dai valori {\displaystyle -{\tfrac {2}{3}}\leq y\leq {\tfrac {2}{3}}}, mentre sull'asse {\displaystyle x} è compresa tra {\displaystyle 0\leq x\leq 1}.
L'area della superficie determinata dalla curva del fagiolo è
{\displaystyle A={\sqrt {2}}\int _{0}^{1}{\sqrt {x(1-x+{\sqrt {1+(2-3x)x}})}}dx=1,058049,}
e il suo perimetro {\displaystyle s} è approssimativamente
{\displaystyle s\approx 3,75021364\ldots }